# Sida Košutić
Sida Košutić (20 mars 1902 - 13 mai 1965) est une poète, romancier, dramaturge, essayiste et chroniqueur croate.